# Linospadix microcaryus
Espèce
Synonymes
- Bacularia microcarya Domin[2]
- Bacularia sessilifolia Becc.[2]
- Linospadix microcarya (Domin) Burret[3]
- Linospadix sessilifolius (Becc.) R.W.Johnson[2]

Statut de conservation UICN

 NT  : Quasi menacé
Linospadix microcaryus est une espèce de plantes du genre Linospadix et de la famille des Arecaceae (palmiers).